# Quatre Mousquetaires
Pour le film, voir Les Quatre Mousquetaires.

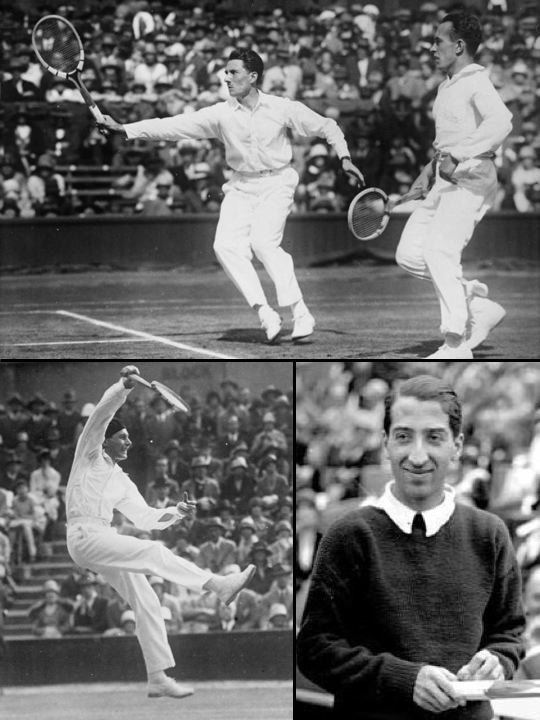
En haut Brugnon et Cochet en 1930, en bas à gauche Borotra en 1931, en bas à droite Lacoste en 1929.

Les « Quatre Mousquetaires » est le surnom donné à l'équipe de France de tennis victorieuse à six reprises de la Coupe Davis entre 1927 et 1932. Cette équipe domina également le tennis mondial des années 1920 et 1930 en remportant près de 40 tournois du Grand Chelem simple et double confondus. Cette appellation fait référence au roman Les Trois Mousquetaires d'Alexandre Dumas en raison de l'esthétique du jeu de tennis évoquant le maniement de l'épée et de l'esprit conquérant des joueurs.
Elle était composée des quatre joueurs suivants :
- René Lacoste, « le Crocodile » (1904-1996)
- Jean Borotra, « le Basque bondissant » (1898-1994)
- Henri Cochet, « le Magicien » (1901-1987)
- Jacques Brugnon, « Toto » (1895-1978)

À ces joueurs est également associée la présence de Pierre Gillou qui fut capitaine de l'équipe lors de cinq des six succès.

## Historique

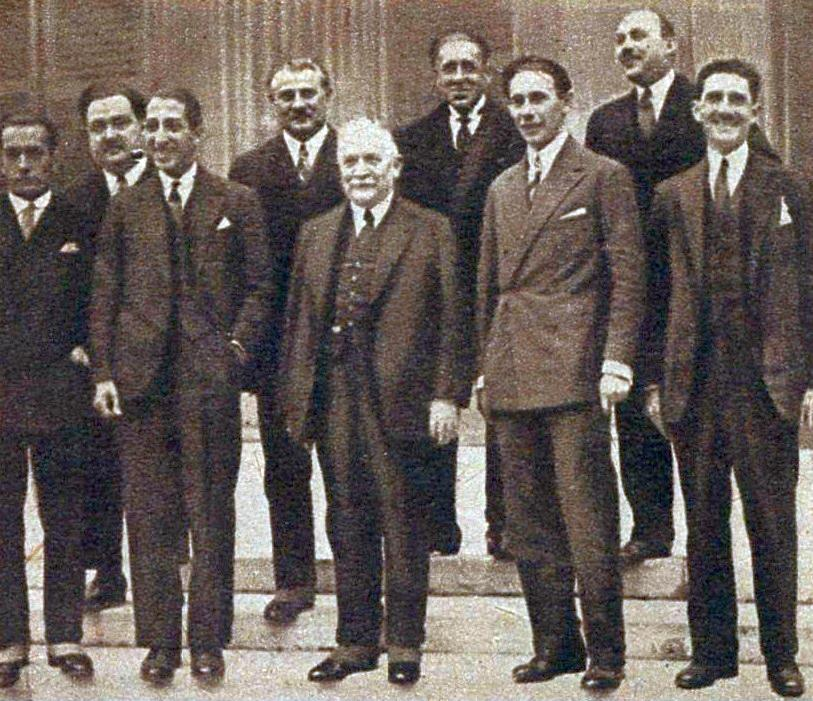
Gaston Doumergue et les quatre mousquetaires, en octobre 1927.

Associés tous ensemble pour la première fois en Coupe Davis en 1923, ils s'inclinent à deux reprises en finale contre l'Australie (en 1923 et 1924) puis contre les États-Unis (en 1925 et 1926). Le terme « mousquetaires » a été employé pour la première fois en 1926 par l'ancien champion américain Henry Slocum la veille de la finale. L'expression est reprise par Jean Samazeuilh dans un article publié dans Le Miroir des sports du 7 décembre 1926, puis par le journaliste Paul Champ dans Le Figaro en juillet 1927. Ils remportent enfin l'épreuve en 1927 face aux États-Unis, qui sera la seule où les quatre joueurs seront alignés, puis la conservent cinq fois consécutivement jusqu'en 1932.
Par ailleurs sur le plan individuel, ils ont dominé toutes les compétitions internationales du milieu des années 1920 jusqu'au début des années 1930, remportant un total de dix-huit titres majeurs en simple et vingt-trois en double. Ils remportent notamment onze tournois majeurs consécutifs entre les Internationaux de France en 1926 et le tournoi de Wimbledon 1929.
Pour des raisons de santé, René Lacoste ne dispute pas la finale en 1929 et arrête sa carrière. Il est remplacé dans l'équipe par le jeune Christian Boussus (1908 - 2003), souvent appelé le « cinquième mousquetaire ». Retenu pour les éditions de 1929 à 1932 de la Coupe Davis, il ne joue cependant aucun match (il n'y disputera des matchs qu'à partir de 1934). En 1933, c'est André Merlin qui est choisi à la place de Boussus pour disputer la finale, la première perdue par la France depuis 1926. Henri Cochet passe professionnel à la fin de la saison et Jacques Brugnon, plus âgé, sera sélectionné une dernière fois en 1934, marquant ainsi la fin de la période des « mousquetaires ». Jean Borotra, quant à lui, jouera en double jusqu'en 1947.
En hommage à cette époque glorieuse du tennis français le trophée des Internationaux de France de tennis porte le nom de Coupe des Mousquetaires depuis 1981. Par ailleurs, les quatre mousquetaires furent simultanément admis dans l'International Tennis Hall of Fame à Newport (Rhode Island) en 1976.
Les mousquetaires sont évoqués dans le 101e des 480 souvenirs cités par Georges Perec, dans Je me souviens.

### Domination dans les grands événements
Bleu foncé : vainqueur ; Bleu clair : finaliste.
| A.   | Open d'Australie           | Roland-Garros                   | Wimbledon                 | US Open                      | Coupe Davis        |
| ---- | -------------------------- | ------------------------------- | ------------------------- | ---------------------------- | ------------------ |
| 1924 |                            |                                 | Jean Borotra René Lacoste |                              | États-Unis France  |
| 1925 |                            | René Lacoste Jean Borotra       | René Lacoste Jean Borotra |                              | États-Unis France  |
| 1926 |                            | Henri Cochet René Lacoste       | Jean Borotra René Lacoste | René Lacoste Jean Borotra    | États-Unis France  |
| 1927 |                            | René Lacoste Bill Tilden        | Henri Cochet Jean Borotra | René Lacoste Bill Tilden     | France États-Unis  |
| 1928 | Jean Borotra Jack Cummings | Henri Cochet René Lacoste       | René Lacoste Henri Cochet | Henri Cochet Francis Hunter  | France États-Unis  |
| 1929 |                            | René Lacoste Jean Borotra       | Henri Cochet Jean Borotra |                              | France États-Unis  |
| 1930 |                            | Henri Cochet Bill Tilden        |                           |                              | France États-Unis  |
| 1931 |                            | Jean Borotra Christian Boussus  |                           |                              | France États-Unis  |
| 1932 |                            | Henri Cochet Giorgio De Stefani |                           | Ellsworth Vines Henri Cochet | France États-Unis  |
| 1933 |                            | Jack Crawford Henri Cochet      |                           |                              | Royaume-Uni France |

## Les «Nouveaux Mousquetaires»

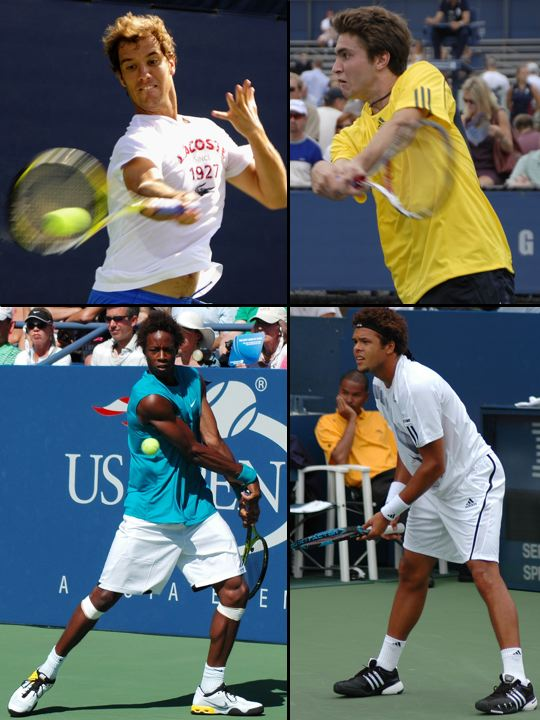
De haut en bas :
Richard Gasquet, Gilles Simon,
Gaël Monfils, et Jo-Wilfried Tsonga, lors des US Open 2009 et 2008.

Les « Nouveaux Mousquetaires » (également appelés plus récemment les « néo-Mousquetaires ») est le nom donné par le journal L'Équipe en octobre 2008 à l'équipe française composée de Gilles Simon, Jo-Wilfried Tsonga, Richard Gasquet et Gaël Monfils. Ce nom a été repris par d'autres médias nationaux, et internationaux,. À ce moment, tous les quatre sont classés dans le Top 20 et en août 2011 dans le top 15 – une première pour des joueurs français depuis la création du classement officiel en 1973 –, qui conduit donc les journalistes à les considérer comme une grande équipe de Coupe Davis. Selon le capitaine Guy Forget cette appellation est, en 2008, « un peu survendu[e] par certains médias », certains joueurs n'ayant alors pas ou très peu évolué en Coupe Davis considérant que l'« expérience et la maturité » ne sont au rendez-vous que depuis les campagnes 2010 et 2011.
Durant des années, ils n'ont toutefois jamais joués tous les quatre lors d'une même rencontre de Coupe Davis ; pour qu'un tel cas de figure se produise il faudrait que deux d'entre eux jouent le double, les capitaines successifs ayant généralement privilégié pour ce match des spécialistes de la discipline. Premier tour en 2009 Gasquet/Simon/Tsonga ; en 2011 quart-de-finale : Gasquet/Monfils/Tsonga et demi finale : Gasquet/Simon/Tsonga ; en 2014 premier tour/demi-finale/finale : Gasquet/Monfils/Tsonga. Cette configuration est mise en place pour la première fois lors du premier tour de l'édition 2016 par le nouveau capitaine Yannick Noah lors de la rencontre contre le Canada en Guadeloupe, Simon et Monfils jouant en simple et Gasquet-Tsonga en double.
L'équipe de France est finaliste de la compétition en 2010 face à la Serbie avec Gilles Simon et Gaël Monfils dans l'équipe. Elle atteint une nouvelle finale en 2014 avec cette fois-ci la présence de Jo-Wilfried Tsonga, Richard Gasquet et Gaël Monfils. La Coupe Davis finalement est remportée en 2017 par Jo-Wilfried Tsonga, Richard Gasquet et Gilles Simon (Pour la finale : Gasquet en double et Tsonga en simple) entre autres, mais sans Gaël Monfils, blessé.
En 2018, pour la première fois, aucun de ces joueurs n'est sélectionné lors des quarts de finale, marquant un déclin et un passage progressif à une nouvelle génération.
Sur le plan individuel, seul Jo-Wilfried Tsonga est parvenu à atteindre une finale du Grand Chelem (Open d'Australie 2008). Richard Gasquet et Gaël Monfils n'ont quant à eux jamais fait mieux qu'une demi-finale et Simon qu'un quart.